# Max Guldener
Max Guldener (* 24. August 1903 in Zürich; † 13. Mai 1981 ebenda) war ein Schweizer Jurist.

## Leben
Nach dem Studium an der Universität Zürich (1929 Dr. iur., 1942 Habilitation) wurde der Schüler Hans Otto Fritzsches 1942 Privatdozent, 1949 ausserordentlicher und 1952 ordentlicher Professor für Zivilprozessrecht, Schuldbetreibungs- und Konkursrecht sowie für die Einführung in die Rechtswissenschaften an der Universität Zürich.

## Schriften (Auswahl)
- Grundzüge der freiwilligen Gerichtsbarkeit der Schweiz. Zürich 1954, OCLC 11101151.
- Beweiswürdigung und Beweislast nach schweizerischem Zivilprozessrecht. Zürich 1955, OCLC 165058045.
- Über die Herkunft des schweizerischen Zivilprozessrechtes. Berlin 1966, OCLC 256366826.
- Schweizerisches Zivilprozessrecht. Zürich 1979, ISBN 3-7255-1964-1.